# Sóller
Sóller é um município da Espanha na ilha de Maiorca, província e comunidade autónoma das Ilhas Baleares. Tem 42,8 km² de área e em 2021 tinha 13 491 habitantes (densidade: 315,2 hab./km²).

## Demografia
| Variação demográfica do município entre 1991 e 2004 [carece de fontes?] | Variação demográfica do município entre 1991 e 2004 [carece de fontes?] | Variação demográfica do município entre 1991 e 2004 [carece de fontes?] | Variação demográfica do município entre 1991 e 2004 [carece de fontes?] |
| ----------------------------------------------------------------------- | ----------------------------------------------------------------------- | ----------------------------------------------------------------------- | ----------------------------------------------------------------------- |
| 1991                                                                    | 1996                                                                    | 2001                                                                    | 2004                                                                    |
| 10238                                                                   | 10515                                                                   | 10961                                                                   | 12140                                                                   |

## Património
- Farol de Sa Creu
- Museu modernista Can Prunera